# Viba
Die Viba sweets GmbH ist ein Süßwarenhersteller mit Sitz in Floh-Seligenthal im Landkreis Schmalkalden-Meiningen (Thüringen).

## Geschichte
Im Jahre 1893 gründete Willi Viebahn mit seiner Schwester Anna Reim ein Kaffeehaus in Schmalkalden. 1920 begann zusätzlich die Produktion von Nougat und Marzipan, das danach deutschlandweit vertrieben wurde. 1927 wurde eine eigene Fabrik errichtet, die 1935 350 Mitarbeiter hatte und 500 Produkte herstellte. 1958 wurde das Unternehmen teil- und 1972 vollverstaatlicht. Der VEB Nougat- und Marzipanfabrik „Nouma“ Schmalkalden stellte bereits ab 1967 auch Fruchtschnitten her. Ab 1980 war der Betrieb in den VEB Kombinat Süßwaren Delitzsch (ab 1988 VEB Kombinat Süßwaren Halle) eingegliedert. Neben dem hauseigenen Fachpersonal waren Sportmediziner und Nationaltrainer der DDR daran beteiligt. 1989 erhielt der Betrieb wieder seinen alten Namen Viebahn Süßwaren. 1992 wurde das Unternehmen durch Verkauf privatisiert und 1996 in Viba Süßwaren GmbH umbenannt. 1997 zog die Firma von Schmalkalden nach Floh-Seligenthal um.
2002 präsentierte sich das Unternehmen neu unter Viba sweets GmbH. Seit 2004 baut das Unternehmen sein derzeit (Stand: 2015) aus rund 44 Filialen bestehendes Verkaufsnetz aus. 2012 wurde nach ca. 18 Monaten Bauzeit am 5. Februar 2012 die Viba Nougat-Welt in Schmalkalden eröffnet. Im Jahr 2013 folgte die Eröffnung der Viba Erlebnis-Confiserie & Café in der Altmarkt-Galerie Dresden. Seit 2014 begeht Viba neue Sortimentsbereiche im Co-Branding. Dazu gehören u. a. die Nougat-Milch und das Viba Nougat-Eis. Im Juli 2016 übernahm Viba Sweets die Confiserie Heilemann in Woringen im Allgäu; der summierte Umsatz der Gruppe steigt dadurch auf 50 Mio. Euro, die Zahl der Mitarbeiter auf 450. 2019 verarbeitete die Tochter Heilemann Konfiserie als erster deutscher industrieller Hersteller die so genannte Ruby-Schokolade. 2022 präsentierte Viba zu Ostern den rosafarbenen Ruby-Chocolate-Lachhasen.

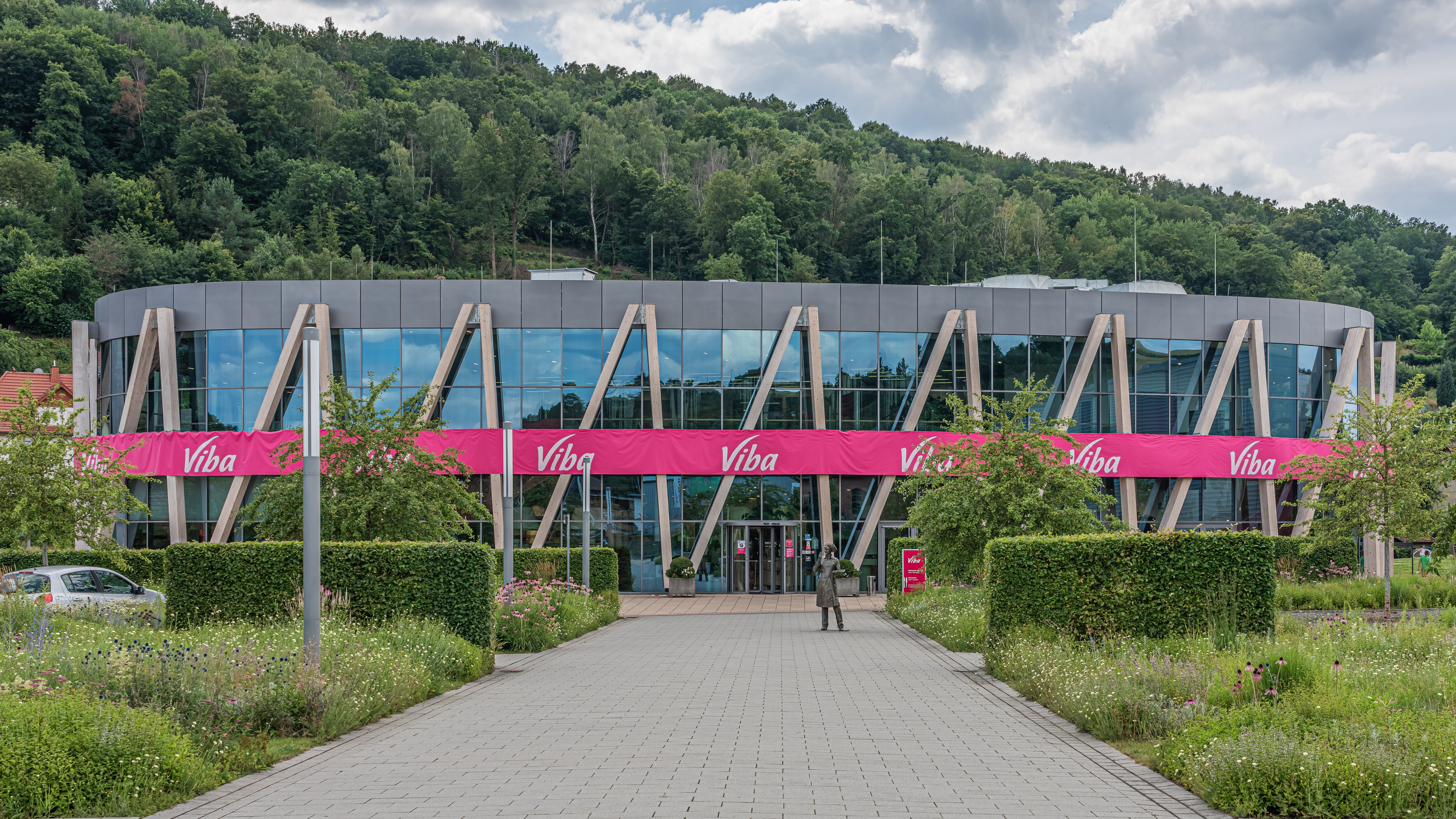
Ausstellungsgebäude der Viba-Nougat-Welt in Schmalkalden

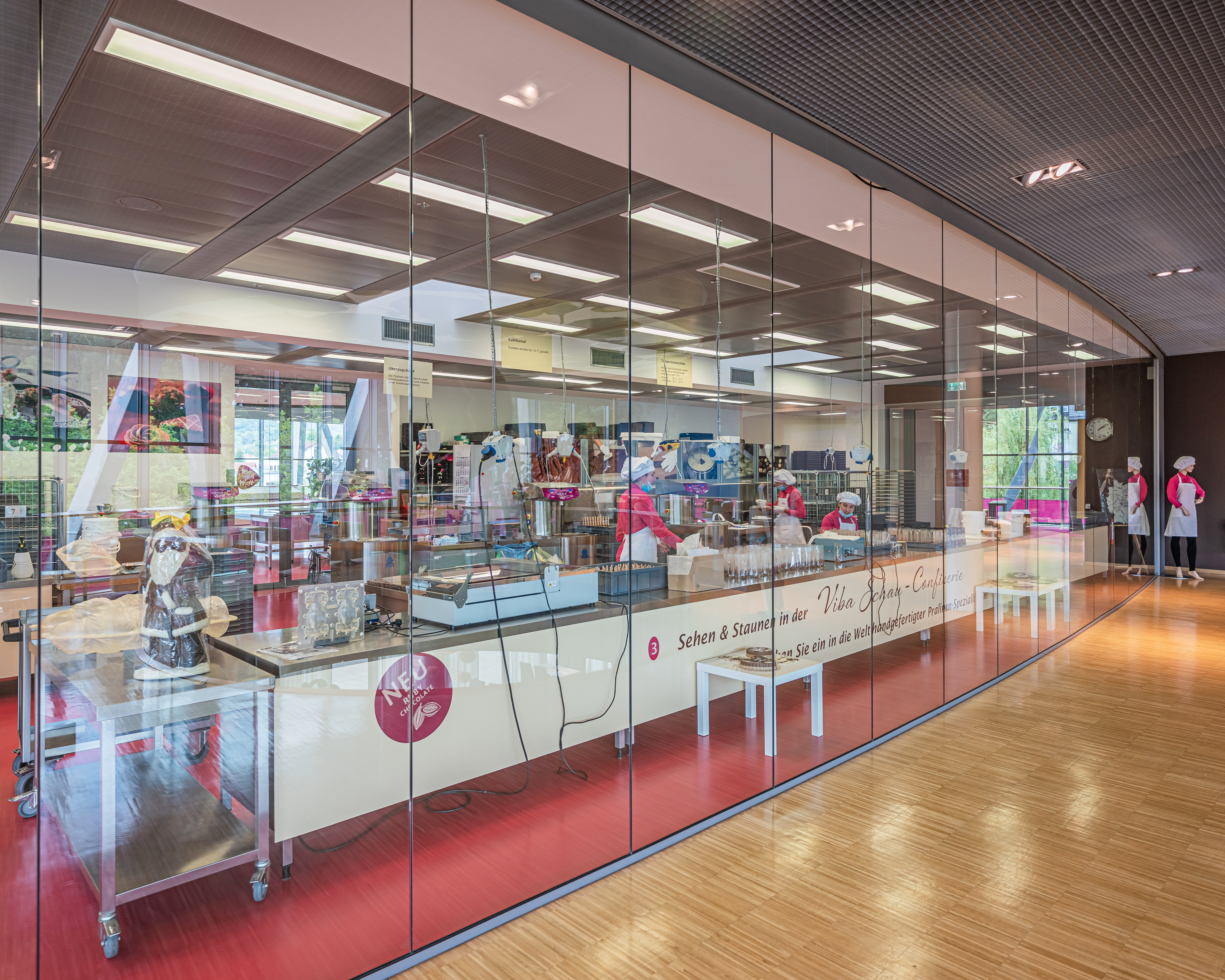
Schauproduktion in der Viba-Nougat-Welt

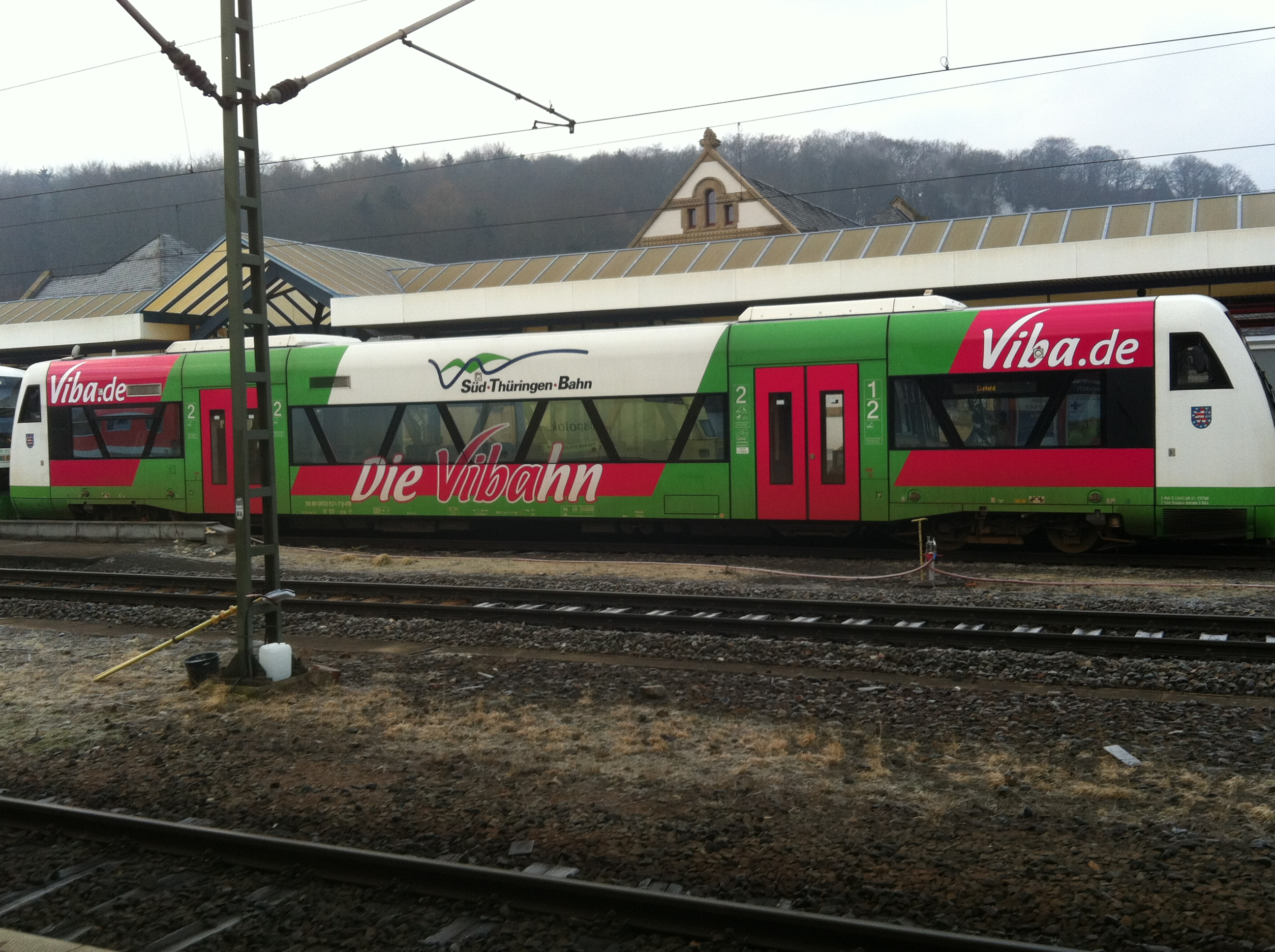
Der Werbezug der Süd-Thüringen-Bahn

Im April 2024 wurde mitgeteilt, dass Viba sweets zum 1. Mai 2024 den Großteil der bislang zur Deutschen Confiserie Holding gehörenden Filialen der insolventen Unternehmen Arko, Eilles und Hussel übernimmt.

## Produkte
- Viba Nougat (Marktanteil in Deutschland 2018: 70 %)[7]
- Viba Marzipan
- Genussriegel
- Dragees
- Zuckerkissen
- Schokoladen
- Pralinen
- Nougat-Crèmes – 2022 ausgezeichnet mit einem Sweetie Award[8]
- Eis

## Trivia
Am 15. September 2000 wurde von Viba die weltgrößte Nougatstange hergestellt. Sie wog 750 kg und hatte bei einer Länge von 3 m einen Durchmesser von 50 cm. Es handelt sich um einen anerkannten Guinness-Rekord.
Am 12. Februar 2012 wurde ein Triebwagen der Süd-Thüringen-Bahn mit einer Werbung für Viba versehen.